# NGC 4870
NGC 4870 é uma galáxia espiral (S) localizada na direcção da constelação de Canes Venatici. Possui uma declinação de +37° 02' 54" e uma ascensão recta de 12 horas, 59 minutos e 17,8 segundos.
A galáxia NGC 4870 foi descoberta em 1 de Abril de 1878 por Lawrence Parsons.